# Ville-en-Tardenois
Ville-en-Tardenois é uma comuna francesa na região administrativa do Grande Leste, no departamento de Marne. Estende-se por uma área de 11.2 km², e possui 652 habitantes, segundo o censo de 2018, com uma densidade de 58 hab/km².